# 1040

## Události
- srpen – Porážka vojska německého panovníka Jindřicha III. u Brůdku ve Všerubském průsmyku (počátek 22. srpen).
- 22. září – bitva u Chlumce.

## Narození
- 27. června – Ladislav I. Svatý, uherský král († 29. července 1095)
- červen – Alfons VI. Kastilský, král Kastilie († 30. června 1109)
- ? – Milaräpa, tibetský buddhistický jogín a básník († 1123)
- ? – Blahoslavený Arnulf ze Soissons, biskup v Soissons († 1087)
- ? – Geoffroy III. z Anjou, hrabě z Anjou, Tours a Gâtinais († 1097)
- ? – Svatý Ivo ze Chartres, biskup v Chartres († 1117)
- ? – Raši, židovský učenec žijící ve Francii († 13. července 1105)

## Úmrtí
- 17. března – Harold I., král Anglie (* cca 1015)
- 21. června – Fulko III. z Anjou, hrabě z Anjou (* 965/970)
- 14. srpna – Duncan I., skotský král (* kolem 1000)
- 1. října – Alan III. Bretaňský, bretaňský vévoda (* 997)

## Hlavy států
- České knížectví – Břetislav I.
- Papež – Benedikt IX.
- Svatá říše římská – Jindřich III. Černý
- Anglické království – Harold I. / Hardiknut
- Aragonské království – Ramiro I. Aragonský
- Barcelonské hrabství – Ramon Berenguer I. Starý
- Burgundské království – Rudolf III.
- Byzantská říše – Michael IV. Paflagoňan
- Dánské království – Hardiknut
- Francouzské království – Jindřich I.
- Kyjevská Rus – Jaroslav Moudrý
- Kastilské království – Ferdinand I. Veliký
- Leonské království – Ferdinand I. Veliký
- Navarrské království – García V. Sánchez
- Norské království – Magnus I. Dobrý
- Polské knížectví – Kazimír I. Obnovitel
- Skotské království – Duncan I. / Macbeth I.
- Švédské království – Jakob Anund
- Uherské království – Petr Orseolo